# Stora Limsjön
Stora Limsjön är en sjö i Tranemo kommun i Västergötland och ingår i Ätrans huvudavrinningsområde.